# Partito Verde di Lettonia
Il Partito Verde di Lettonia (in lettone Latvijas Zaļā Partija, LZP) è un partito politico lettone di orientamento ecologista fondato nel 1990.
Dal 2002 il Partito Verde forma, insieme all'Unione degli Agricoltori della Lettonia, la coalizione Unione dei Verdi e degli Agricoltori.
Il partito ha espresso il primo capo di governo al mondo proveniente da un partito ecologista nella persona di Indulis Emsis, che ha ricoperto la carica di ministro presidente della Lettonia nel 2004, e il primo capo di Stato "verde" al mondo nella persona di Raimonds Vējonis, Presidente della Lettonia dal 2015 al 2019.
Il Partito Verde di Lettonia ha fatto parte del Partito Verde Europeo dal 2003 al 2019, anno in cui è stato espulso per via delle sue posizioni nazionaliste e social-conservatrici.